# Belosacris coccineipes
Belosacris coccineipes är en insektsart som först beskrevs av Bruner, L. 1906.  Belosacris coccineipes ingår i släktet Belosacris och familjen gräshoppor. Inga underarter finns listade i Catalogue of Life.